# Kungur
Kungur (rusky Кунгу́р) je město v Permském kraji v Ruské federaci. Při sčítání lidu v roce 2010 měl šestašedesát tisíc obyvatel.
Podle Kunguru je pojmenováno geologické období Kungur v Permu.

## Poloha a doprava
Kungur leží západních výběžcích Uralu blízko ústí řek Ireně a Šakvy do Sylvy, přítoku Čusovského zálivu Kamské přehrady na Kamě. Od Permu, správního střediska kraje, je vzdálen přibližně sto kilometrů jihovýchodně.
Přes Kungur vede Transsibiřská magistrála.

## Dějiny
Kungur byl založen v roce 1648 a městem se stal v roce 1781. V osmnáctém a devatenáctém století přes něj vedl Sibiřský trakt.

### Rodáci
- Kirill Timofejevič Chlebnikov (1784–1838), spisovatel
- Dmitrij Dmitrijevič Fjodorov (-1922), letecký konstruktér
- Boris Stěpanovič Rjabinin (1911–1990), spisovatel
- Rudolf Jurjevič Fruntov (1942–2015), režisér
- Valerij Nikolajevič Ašichmin (*1961), fyzik
- Jelena Anatoljevna Čurakovová (*1986), atletka